# Anna Tarúsina
Anna Serguéyevna Tarúsina (en ruso: Анна Сергеевна Тарусина; Moscú, 24 de enero de 2003) es una patinadora artística sobre hielo rusa. Medallista de plata de las pruebas del Grand Prix Júnior de Eslovaquia y Eslovenia. Ganadora de la medalla de oro en el Trofeo Alpen de 2018.

## Carrera
Comenzó a patinar desde el año 2008 y en 2013 entrenó con Sergey Chemodanov, su primer entrenador. Finalizó en el lugar 12 en el Campeonato Ruso de Patinaje 2015 en nivel júnior y en 2016 subió al séptimo lugar. Se retiró de la temporada 2016-2017 debido un accidente que la dejó lesionada, solo participó en el Campeonato Júnior de Rusia en 2017, donde se ubicó en décimo lugar. Tuvo su debut en el nivel júnior internacional en la serie del Grand Prix Júnior, su primera prueba fue en Eslovaquia, donde logró ganar la medalla de plata con una puntuación total de 186.68 puntos. En su segundo evento en Eslovenia, consiguió otra medalla de plata al quedar en segunda posición en los programas corto y libre. Tanto Tarúsina como su compañera Aliona Kanysheva lograron dos medallas de plata, pero la segunda acumuló más puntuación total combinada, por lo que dejó fuera a Tarúsina de la Final del Grand Prix de 2018-2019. Tuvo su debut en nivel sénior internacional en el Trofeo de Alpen de la Challenger Series de la ISU, donde se posicionó en primer lugar y ganó la medalla de oro con mejores marcas personales en sus programas corto y libre.

### Programas
|           | Programa corto                            | Programa libre                               | Exhibición |
| --------- | ----------------------------------------- | -------------------------------------------- | ---------- |
| 2018-2019 | Winter in Buenos Aires de Astor Piazzolla | En Aranjuez con tu amor de Katherine Jenkins |            |
| 2017-2018 | Winter in Buenos Aires de Astor Piazzolla | Overture to Raymonde Ambroise Thomas         |            |
| 2016-2017 | Street Passion de DiDuLa                  | Overture to Raymonde Ambroise Thomas         |            |

### Resultados detallados
- Mejores marcas personales aparecen en negrita

| Temporada 2018-2019        |                                            |        |                |                |           |
| Fecha                      | Evento                                     | Nivel  | Programa corto | Programa libre | Total     |
| 19–23 de diciembre de 2018 | Campeonato de Rusia 2019                   | Sénior | 9 70.01        | 7 135.15       | 8 205.16  |
| 11–18 de noviembre de 2018 | CS Trofeo Alpen de 2018                    | Sénior | 1 67.48        | 1 131.28       | 1 198.76  |
| 3–6 de octubre de 2018     | Grand Prix Júnior de Eslovenia 2018        | Júnior | 2 65.74        | 2 122.50       | 2 188.24  |
| 22–25 de agosto de 2018    | Grand Prix Júnior de Eslovaquia 2018       | Júnior | 2 67.14        | 3 119.54       | 2 186.68  |
| Temporada 2017-2018        |                                            |        |                |                |           |
| Fecha                      | Evento                                     | Nivel  | Programa corto | Programa libre | Total     |
| 19–24 de diciembre de 2017 | Campeonato Ruso de Patinaje 2018           | Sénior | 11 66.46       | 12 129.13      | 12 195.59 |
| 26–29 de octubre de 2017   | Ice Star 2017                              | Júnior | 1 64.00        | 1 123.84       | 1 187.84  |
| Temporada 2016-2017        |                                            |        |                |                |           |
| Fecha                      | Evento                                     | Nivel  | Programa corto | Programa libre | Total     |
| 1–5 de febrero de 2017     | Campeonato Ruso de Patinaje Júnior de 2017 | Júnior | 10 62.62       | 8 117.60       | 10 180.22 |
| Temporada 2015-2016        |                                            |        |                |                |           |
| Fecha                      | Evento                                     | Nivel  | Programa corto | Programa libre | Total     |
| 21–23 de enero de 2016     | Campeonato Ruso de Patinaje Júnior de 2016 | Júnior | 8 61.13        | 7 110.84       | 7 171.97  |
| Temporada 2014-2015        |                                            |        |                |                |           |
| Fecha                      | Evento                                     | Nivel  | Programa corto | Programa libre | Total     |
| 4–7 de febrero de 2015     | Campeonato Ruso de Patinaje Júnior de 2015 | Júnior | 14 52.71       | 12 95.03       | 12 147.74 |